# 올림푸스 E-30
올림푸스 E-30(Olympus E-30)은 올림푸스의 디지털 SLR이다. 2008년 12월 발표되었다.

## 같이 보기
- 포서즈 시스템